# Made In Rock'N'Roll
Made In Rock'N'Roll est une compilation posthume de Johnny Hallyday, sortie le 17 novembre 2023, proposant une chanson inédite enregistrée début 2017 en vue des sessions d'enregistrements de l'album studio alors en préparation Mon pays c'est l'amour. Les dix autres titres sont extraits de précédents albums tous parus chez Warner.

## Autour de l'album
Made In Rock'N'Roll sort sous différents supports, en vinyle et CD.
La chanson Un cri, enregistrée à Los Angeles en février 2017 est composée et réalisée par Maxim Nucci.
Les autres morceaux, remixés pour l'occasion, sont extraits de précédents albums studio chez Warner :
Jamais seul (2011) titre 4 ; Rester vivant (2014) titres 7 et 8 ; De l'amour (2015) titres 3, 9 et 11 ; Mon pays c'est l'amour (2018, parution posthume) titres 2, 5, 6 et 10.

## Liste des titres
| 1.  | Un cri                                        | Vincent Walter Jacob                                      | Yodelice                                       | 3:02 |
| 2.  | Made in Rock'n'Roll (Let The Good Times Roll) | JD McPherson (en) / Pierre-Dominique Burgaud (adaptation) | JD McPherson                                   | 2:57 |
| 3.  | De l'amour                                    | Christophe Miossec                                        | Yodelice                                       | 4:00 |
| 4.  | Jamais seul                                   | Matthieu Chédid, Hocine Merabet                           | Yodelice                                       | 3:52 |
| 5.  | Pardonne-moi                                  | Yohann Malory, Hervé Le Sourd                             | Yodelice                                       | 4:05 |
| 6.  | Mon pays c'est l'amour                        | Katia Landréas                                            | Yodelice                                       | 2:43 |
| 7.  | Te manquer                                    | Jeanne Cherhal                                            | Yodelice                                       | 4:41 |
| 8.  | Au café de l'avenir                           | Pierre Jouishomme, Jean-Michel Borne, Yodelice            | Pierre Jouishomme, Jean-Michel Borne, Yodelice | 4:10 |
| 9.  | Mon cœur qui bat                              | Christophe Miossec                                        | Yodelice                                       | 3:30 |
| 10. | 4 M²                                          | Pierre-Yves Lebert                                        | Yodelice                                       | 3:23 |
| 11. | Tu es là                                      | Jeanne Cherhal                                            | Yodelice                                       | 2:59 |